# Balacra furva
Balacra furva är en fjärilsart som beskrevs av George Francis Hampson 1911. Balacra furva ingår i släktet Balacra och familjen björnspinnare. Inga underarter finns listade i Catalogue of Life.